# Eterofobia
L'eterofobia è una parola composta dalla radice etero-, dal greco "hetero", che significa "altro, diverso", e dal suffisso -fobia, cioè "paura, rifiuto". Indica quindi, secondo un'interpretazione etimologica, la generica avversione per tutto ciò che è ritenuto diverso da sé, senza una specifica connotazione di etnia, sesso, religione, o orientamento (ne è un esempio la xenofobia).

## Altri usi del termine
Nel libro Heterophobia: Sexual Harassment and the Future of Feminism della scrittrice femminista Daphne Patai, l'"eterofobia" è definita come la paura di comportamenti o relazioni con un membro del sesso opposto, ed è usata come elemento di critica di ciò che sono ritenute le tendenze all'interno del movimento femminista. Secondo la scrittrice, infatti, il femminismo è diventato virulentemente anti-maschile, al punto che le donne all'interno del movimento che si relazionano con gli uomini o che li amano vengono ostracizzate.
Il termine eterofobia viene talvolta usato impropriamente per descrivere la discriminazione inversa o gli atteggiamenti negativi nei confronti delle persone eterosessuali e delle relazioni tra persone di sesso opposto. L'uso scientifico dell'eterofobia in sessuologia è limitato a pochi ricercatori, in particolare quelli che mettono in discussione la ricerca sul sesso di Alfred Kinsey. A oggi l'esistenza dell'eterofobia è per lo più non riconosciuta dai sessuologi. Al di là della sessuologia, non c'è consenso sul significato del termine perché è usato anche per indicare "la paura del contrario", come in La forza del pregiudizio: Saggio sul razzismo e sull'antirazzismo (2001) di Pierre-André Taguieff.
Riferendosi al dibattito sul significato e l'uso, il conferenziere del SUNY Raymond J. Noonan, nella sua presentazione del 1999 alla Conferenza della Society for the Scientific Study of Sexuality (SSSS) e all'American Association of Sex Educators, Counselors, and Therapists (AASECT), affermava che: «Il termine eterofobia è fonte di confusione per alcune persone per diversi motivi. Da un lato, alcuni la considerano solo un'altra delle tante costruzioni sociali che sono emerse nella pseudoscienza della vittimologia negli ultimi decenni. (Molti di noi ricordano la critica di John Money del 1995 sull'ascesa della vittimologia e il suo impatto negativo sulla scienza sessuale.) Altri guardano al parallelismo tra eterofobia e omofobia e suggeriscono che il primo banalizza quest'ultimo ... Per altri è semplicemente una curiosità o un gioco di parole in costruzione parallela. Ma per altri ancora, fa parte del riconoscimento e della politicizzazione degli interessi culturali degli eterosessuali in contrasto con quelli degli omosessuali, in particolare quando questi interessi sono percepiti in modo conflittuale».
Stephen M. White e Louis R. Franzini introdussero il relativo termine eteronegativismo per riferirsi ad alcuni di sentimenti negativi che alcuni individui gay possono provare ed esprimere nei confronti delle persone eterosessuali. Il termine eteronegativismo è preferito rispetto al termine eterofobia perché non implica un'estrema o irrazionale paura.